# Aphenochiton matai
Aphenochiton matai är en insektsart som beskrevs av Henderson, Hodgson in och Hodgson 2000. Aphenochiton matai ingår i släktet Aphenochiton och familjen skålsköldlöss. Inga underarter finns listade i Catalogue of Life.